# شركة جدة للتنمية والتطوير العمراني
شركة جدة للتنمية والتطوير العمراني هي شركة مساهمة عامة سعودية، مملوكة للدولة ممثلة في أمانة محافظة جدة وصندوق الاستثمارات العامة، تأسست بمرسوم ملكي في نوفمبر 2006.

## الأهداف
1- إعداد برامج التنمية والتطوير العمراني وتنفيذها، بما في ذلك:
- تحديد مناطق العمل التي تحتاج إلى تطوير في محافظة جدة.
- تملك الأراضي والعقارات والمرافق والخدمات وإدارتها واستثمارها وتطويرها وتشغيل المشروعات المقامة عليها.
- استثمار العقارات والأراضي والأصول الأخرى التي تملكها الشركة، وإتاحة الفرصة للمواطنين للإسهام في تلك الأنشطة.
- تشجيع القطاع الخاص على إنشاء مشاريع التنمية والتطوير العمراني، وتنفيذ مخططاتها العمرانية والاقتصادية والتعليمية والثقافية والترفيهية ومشاريع النقل العام وكافة الخدمات المساندة لها وتطويرها.

2- تأسيس وتملك الشركات بمفردها، أو بالمشاركة مع الهيئات أو الشركات التي تزاول أعمالاً شبيهة بأعمالها أو التي قد تعاونها على تحقيق أغراضها.